# 坊主の乙女
坊主の乙女（ぼうずのおとめ）は、YouTubeチャンネル「カジサックの部屋」から生まれたユニット。
カジサックに仕掛けるドッキリのためだけに作った「恋は時間をバグらせる」が、Amazon Musicで配信されている。
2024年3月28日に公開されたドッキリの動画にて、2ndシングルとして「追い上げのラッキーガール」が公開された。
2024年12月30日にカジサックチャンネルにてチームカジサックからトンボの脱退が発表されたため事実上の解散となる。

## メンバー
- 山口トンボ
- 山口理緒

YouTubeチャンネル・カジサックの部屋のスタッフとして活動する構成作家の山口トンボとトンボの嫁で映像ディレクターの山口理緒の2人で構成されている。

## 作品
- 恋は時間をバグらせる(2023年9月28日 - Amazon Music独占配信、2024年1月24日 - 配信リリース)
- 追い上げのラッキーガール[1]

## ライブ出演
- チームカジサックオフ会in東京 ～カジサックファミリー・ツネファミリーもくるよ～（2023年3月31日、東京都、浅草公会堂）[2]
- カジサック5周年記念祭りin幕張メッセ～カジサックファミリー・りおちゃん・ツネ家全員集合（2023年10月29日、千葉県、幕張メッセ）
- チームカジサックオフ会in大阪 ～カジサックファミリー・ツネファミリーもくるよ～（2024年4月2日、大阪府、森ノ宮ピロティホール）[3][4]